# 東郷松崎町
東郷松崎町（とうごうまつざきちょう）は、鳥取県中部の東伯郡に属していた町。

## 概要
1952年（昭和27年）当時、世帯数821、人口4,417人、面積18.35km2。役場は同町松崎字「田町」281‐1にあり、1951年（昭和26年）3月1日に戦後の県内市町村合併第1号として東郷村と松崎村が合併して誕生した。東郷町誕生の前段階となる町で存在期間は短く、1953年（昭和28年）4月1日に花見村、舎人村と合併して東郷町が成立し消滅した。

## 合併前の動きから成立、消滅までの年表
- 1931年（昭和6年）8月 - 鳥取県地方課の指導により東郷村・松崎村・花見村・舎人村の合併が話し合われる。
- 1941年（昭和16年）8月 - 東郷・松崎両村の合併話が持ち上がるも新村名を「東郷村」「松崎村」のいずれにするかで成立せず。
- 1949年（昭和24年）4月 - 再度、東郷・松崎両村の合併話が持ち上がる。
- 1950年（昭和25年）
  - 4月21日 - 新町名「松崎町」を主張する松崎村民による松崎村民大会が開かれる。
  - 5月2日 - 松崎1・2区の代表が県庁に行き東郷村側の主張する新町名「東郷町」に反対する請願を行う。
  - 11月 - 知事の調停により新町名が「東郷松崎町」に決定する。
- 1951年（昭和26年）
  - 3月1日 - 東郷・松崎両村の合併により東郷松崎町が発足。合併各村の計11大字を継承。
  - 3月31日 - 町長・町議会議員選挙が実施され、初代町長に山枡忠興（前・東郷村松崎村組合長）が就任する。
  - 5月1日 - 旧松崎村の区域が大字松崎となる[2]。
  - 7月 - 全国果樹研究青年同志会のナシ部会の大会が開催される。
- 1952年（昭和27年）11月1日 - 東郷松崎町教育委員会が発足する。
- 1953年（昭和28年）4月1日 - 花見村、舎人村と合併し東郷町が発足。同日東郷松崎町廃止。

## 新町名に関しての対立とその原因
- 明治の町村制実施以降、組合村役場、組合会（両村による共同の村議会）、組合（村）長を設けるなど非常に深い関係にあった両村だが新町名決定に関しては互いの村の感情により対立し合うことになった。
- 対立の原因としては、近世より周辺地域の商業・交通の中心として栄えた松崎村と松崎村よりも広い面積、多い人口を持つ東郷村の両方にあったプライドが元となった住民感情が考えられる。

## 行政

### 町長
| 代         | 氏名     | 就任年月日                | 退任年月日                | 備考                   |
| ---------- | -------- | ------------------------- | ------------------------- | ---------------------- |
| 初         | 山枡忠興 | 1951年（昭和26年）3月31日 | 1953年（昭和28年）3月31日 | 前・東郷村松崎村組合長 |
| 参考文献 - |          |                           |                           |                        |

## 交通
- 山陰本線：松崎駅